# Личин Дол
Личин Дол је насељено место града Лесковца у Јабланичком округу. Према попису из 2022. било је 57 становника.

## Положај и тип
Село лежи десно од Ј. Мораве на земљишту високом око 700 м. Околна насеља су: Крпејци са југа, Палојци са севера, Граово са запада и друrа. Становници водом се снабдевају са извора. Скоро свака сеоска кућа има посебну „живу воду".
Поједини крајеви атара носе ове називе: Киселица, Крива Лука, Морава, Горуње, Бреr, Тршевине, Пешин Рид, Гарине, Шиљегарник, Белица, Мала Орница, Селиште, Градац (в. Карту), Манастир, Калуђерац.
Личин Дол има разбијен тип. У њему су четири махале које се зову: Самчекинска, Клисурска, Бозделија и Шоповска. Изван махала постоје две издвојене куће. То су Панџинци и Шљекорци. Свега у Личин Долу је 40 домова (1960 г.).

## Старине и прошлост
Градац или Кале је „шиљо и високо брдо" на граници између Личин Дола и Новог Села. Тамо се познају слаби остаци од некадашње тврђаве. Зове се и Личиндолски Градац. Један локалитет на Градецу зове се Калуђерац. За узвишење Градац водио се судски спор око десет година између становника Личин Дола и Новог Села. 1909. г. ту је дошло и до оружаног сукоба између тих становника.
Локалитет звани Манастир је у близини махале Шопови. Сељаци кажу: „Слушали смо да је ту некада постојао манастир". Остатака од старина нема. На потесу Пешин Рид пoстоји место Селиште. Тамо су сада њиве. Власници тих њива изоравали су „огњишта и старинске грнце". Локалитет Вода је извор, који избија у близини поменутог Градеца.
Постоји традиција, да је село Личин Дол основано крајем XVIII или почетком XIX века. Тада су ту од некуда дошли преци данашњег рода Бозделија. Приликом досељавања они су у Личин Долу затекли само једну кућу од неког рода који се звао Ћутуклици. Ти Ћутуклици касније су изумрли.
После насељавања рода Бозделија, досељавали су се и преци других сеоских родова. Најпре су дошли преци данашњег рода Панџинци, затим Самчекинци, Клисурци и Шопови. Они су се досељавали из појединих насеља која леже источно од Грделичке Клисуре.
Сеоска слава је другог дана Духова. Раније се нa дан поменуте славе приређивао caбop око крста који се налази на Пешином Риду. Личин Дол има пoceбнo гробље. Оно је на потесу Тршевине.

## Демографија
У насељу Личин Дол живи 116 пунолетних становника, а просечна старост становништва износи 43,3 година (40,4 код мушкараца и 47,1 код жена). У насељу има 43 домаћинства, а просечан број чланова по домаћинству је 3,23.
Ово насеље је великим делом насељено Србима (према попису из 2002. године), а у последња три пописа, примећен је пад у броју становника.
|             | \| Демографија[2] \| Демографија[2] \| Демографија[2] \| \| Година \| Становника \| Становника \| \| -------------- \| -------------- \| -------------- \| \| 1948. \| 323 \| \| \| 1953. \| 319 \| \| \| 1961. \| 281 \| \| \| 1971. \| 273 \| \| \| 1981. \| 244 \| \| \| 1991. \| 198 \| 198 \| \| 2002. \| 97 \| 139 \| \| 2022. \| 57 \| \| |            |
| Демографија | |            |
| Година      | Становника | Становника |
| 1948.       | 323 |            |
| 1953.       | 319 |            |
| 1961.       | 281 |            |
| 1971.       | 273 |            |
| 1981.       | 244 |            |
| 1991.       | 198 | 198        |
| 2002.       | 97 | 139        |
| 2022.       | 57 |            |

| Етнички састав према попису из 2002.‍ | Етнички састав према попису из 2002.‍ | Етнички састав према попису из 2002.‍ | Етнички састав према попису из 2002.‍ | Етнички састав према попису из 2002.‍ |
| ------------------------------------ | ------------------------------------ | ------------------------------------ | ------------------------------------ | ------------------------------------ |
|                                      |                                      |                                      |                                      |                                      |
| Срби                                 | Срби                                 |                                      | 137                                  | 98,56%                               |
| Руси                                 | Руси                                 |                                      | 2                                    | 1,43%                                |
| непознато                            | непознато                            |                                      | 0                                    | 0,0%                                 |

| Година пописа     | 1948. | 1953. | 1961. | 1971. | 1981. | 1991. | 2002. |
| ----------------- | ----- | ----- | ----- | ----- | ----- | ----- | ----- |
| Број домаћинстава | 56    | 52    | 53    | 59    | 57    | 54    | 43    |

| Број чланова      | 1 | 2  | 3 | 4 | 5 | 6 | 7 | 8 | 9 | 10 и више | Просек |
| ----------------- | - | -- | - | - | - | - | - | - | - | --------- | ------ |
| Број домаћинстава | 5 | 14 | 6 | 6 | 8 | 4 | 0 | 0 | 0 | 0         | 3,23   |

| Пол    | Укупно | Неожењен/Неудата | Ожењен/Удата | Удовац/Удовица | Разведен/Разведена | Непознато |
| ------ | ------ | ---------------- | ------------ | -------------- | ------------------ | --------- |
| Мушки  | 66     | 24               | 41           | 1              | 0                  | 0         |
| Женски | 51     | 0                | 45           | 6              | 0                  | 0         |
| УКУПНО | 117    | 24               | 86           | 7              | 0                  | 0         |

| Пол    | Укупно                    | Пољопривреда, лов и шумарство | Рибарство                            | Вађење руде и камена | Прерађивачка индустрија       |
| ------ | ------------------------- | ----------------------------- | ------------------------------------ | -------------------- | ----------------------------- |
| Мушки  | 28                        | 6                             | 0                                    | 0                    | 3                             |
| Женски | 8                         | 4                             | 0                                    | 0                    | 2                             |
| УКУПНО | 36                        | 10                            | 0                                    | 0                    | 5                             |
| Пол    | Производња и снабдевање   | Грађевинарство                | Трговина                             | Хотели и ресторани   | Саобраћај, складиштење и везе |
| Мушки  | 0                         | 11                            | 2                                    | 0                    | 4                             |
| Женски | 0                         | 0                             | 0                                    | 1                    | 0                             |
| УКУПНО | 0                         | 11                            | 2                                    | 1                    | 4                             |
| Пол    | Финансијско посредовање   | Некретнине                    | Државна управа и одбрана             | Образовање           | Здравствени и социјални рад   |
| Мушки  | 0                         | 0                             | 0                                    | 1                    | 0                             |
| Женски | 0                         | 0                             | 0                                    | 0                    | 0                             |
| УКУПНО | 0                         | 0                             | 0                                    | 1                    | 0                             |
| Пол    | Остале услужне активности | Приватна домаћинства          | Екстериторијалне организације и тела | Непознато            | Непознато                     |
| Мушки  | 0                         | 0                             | 0                                    | 1                    | 1                             |
| Женски | 0                         | 0                             | 0                                    | 1                    | 1                             |
| УКУПНО | 0                         | 0                             | 0                                    | 2                    | 2                             |